# Niwka (wzniesienie)
Niwka – kem o wysokości 88,2 m n.p.m., na Równinie Białogardzkiej, położone w woj. zachodniopomorskim, w powiecie białogardzkim, na obszarze gminy Białogard.
Wzniesienie jest położone wśród moreny dennej. Niwka jest zbudowana z piasków i tworzy rozciągnięte południkowo wyniesienie o trzech lokalnych kulminacjach.
Przy północnym podnóżu Niwki leży wieś Klępino Białogardzkie, natomiast ok. 0,7 km na południowy wschód leży wieś Żytelkowo.
Nazwę Niwka wprowadzono urzędowo w 1950 roku, zastępując poprzednią niemiecką nazwę Niefken Berg.